# Meister H in A von 1546
Meister H in A von 1546 ist der Notname für einen unbekannten sächsischen Maler und Holzschnitzer. Der Cranach-Schüler war um 1550 wahrscheinlich in Leipzig tätig. Sein Notname rührt von dem in der Staatsgalerie Stuttgart befindlichen Bild mit Christus und der Samariterin her, das mit dem Monogramm H in A bezeichnet und 1546 datiert ist. Dieses H in A meint, dass ein kleineres H sich innerhalb des großen A befindet. Herman Riegel und Max J. Friedländer schrieben diesem Künstler auch zwei im Herzog Anton Ulrich-Museum in Braunschweig befindliche Tafelgemälde zu, darunter eine 1553 datierte „Allegorie auf die Vergänglichkeit des Menschen“ und ein Bildnis von „Loth mit seinen Töchtern“. Friedländer beurteilt das Gemälde des Meisters mit den Worten: „Für die Typik dieser schwachen Chranach-Nachahmerei ist der hässliche etwas verschobene Mund, für die Färbung der schwere bleierne Ton charakteristisch.“

## Werke
- Christus und die Samariterin am Brunnen (auf Erlenholz, 82,3 × 98,2 cm, bezeichnet am unteren Bildrand mit Monogramm H in A und datiert 1546, Staatsgalerie Stuttgart, Inv.-Nr. 1013)[3]